# Наумов, Евгений Иванович (фантаст)
Евге́ний Ива́нович Нау́мов (19 июля 1939 — 21 октября 1992) — русский и украинский детский прозаик, писатель-фантаст, журналист. Член Союза писателей СССР с 1985 года.

## Биография
Родился 19 июля 1939 года на Украине, в селе Тельманово Тельмановского района Донецкой области, в семье служащего. В годы Великой Отечественной войны потерял родителей, воспитывался в детском доме в Ивано-Франковской области. После школы поступил в Ленинградское речное училище, по окончании которого в 1959 году с дипломом штурмана уехал на Дальний Восток. Плавал на судах по реке Амур и Охотскому морю, работал ответственным секретарём журнала «Дальний Восток», редактором газеты «Советский краболов», собственным корреспондентом областных газет «Магаданская правда» и «Заря Полтавщины».
В 1967 году переехал в Певек на Чукотке, работал там корреспондентом при Штабе арктических операций. С 1974 года в течение нескольких лет жил в Анадыре и в Магадане, работал в редакции газеты «Магаданская правда».
В 1960-е годы статьи, очерки и рассказы Наумова на русском и украинском языках стали появляться в газетах, журнале «Дальний Восток», позднее — в альманахе «На Севере Дальнем».
В 1964 году опубликовал свою первую фантастическую повесть для детей «„Хроникон“ и мы». В ней определился стиль будущего детского писателя — стиль жизнерадостного фантастического повествования, которое сам автор называл «повесть-сказка» или «сказочная история».
Затем последовали фантастические сказочные повести на русском и украинском языках «Утро вечера мудренее» (1969; испр. доп. 1988 — «Дар белого космонавта»), в которой рассказывается о пришельце из космоса, подружившемся с земными детьми; «Коралловый город, или Приключения Смешинки» (1974) — о приключениях в подводной стране девочки Смешинки, родившейся от заливистого смеха; «Околесица» (1979, другое название «Чарівна круговерть», 1986), в сказочной форме рассказывающая о правилах дорожного движения; «Смеющийся Пеликен» (1986), — переложение легенд, сказок и поверий народов севера, связанных единым сюжетом о похищенном Солнце. Юноша-сирота Айван со своими верными друзьями отправляются в далёкий и опасный путь, чтобы освободить Солнце и вернуть его людям, а им противостоит «тёмный» шаман.
Им также написаны сборники сказок «Ульк — маленький художник» (на украинском языке — 1977), «Невдала мандрівка» (на украинском языке — 1980), «Сказки северного сияния» (1980), «Сказки северных сполохов» (1985), а также реалистические детские книги «Озорной экипаж» (1974, другое название — «Непутёвый экипаж», 1988), приключенческая повесть «Загадка острова Раутана» (1981) и другие.
Несколько книг Наумова написано для взрослых: в 1966 году вышла его юмористическая повесть «Расколдованная река», в 1968 — сборник очерков «Нет ночи в Арктике», в 1971 году — сборник юмористических рассказов «Любовь и робот», включающий и несколько научно-фантастических рассказов. В 1989 году был появился реалистичный антиалкогольный роман «Чёрная радуга» (другое название «Полураспад»). Последним произведением, опубликованным Наумовым, стала детективная повесть «Антимафия» (1992).
В конце 1980-х годов писатель переехал жить в село Засулье Полтавской области, где умер 21 октября 1992 года.